# Hijosa de Boedo

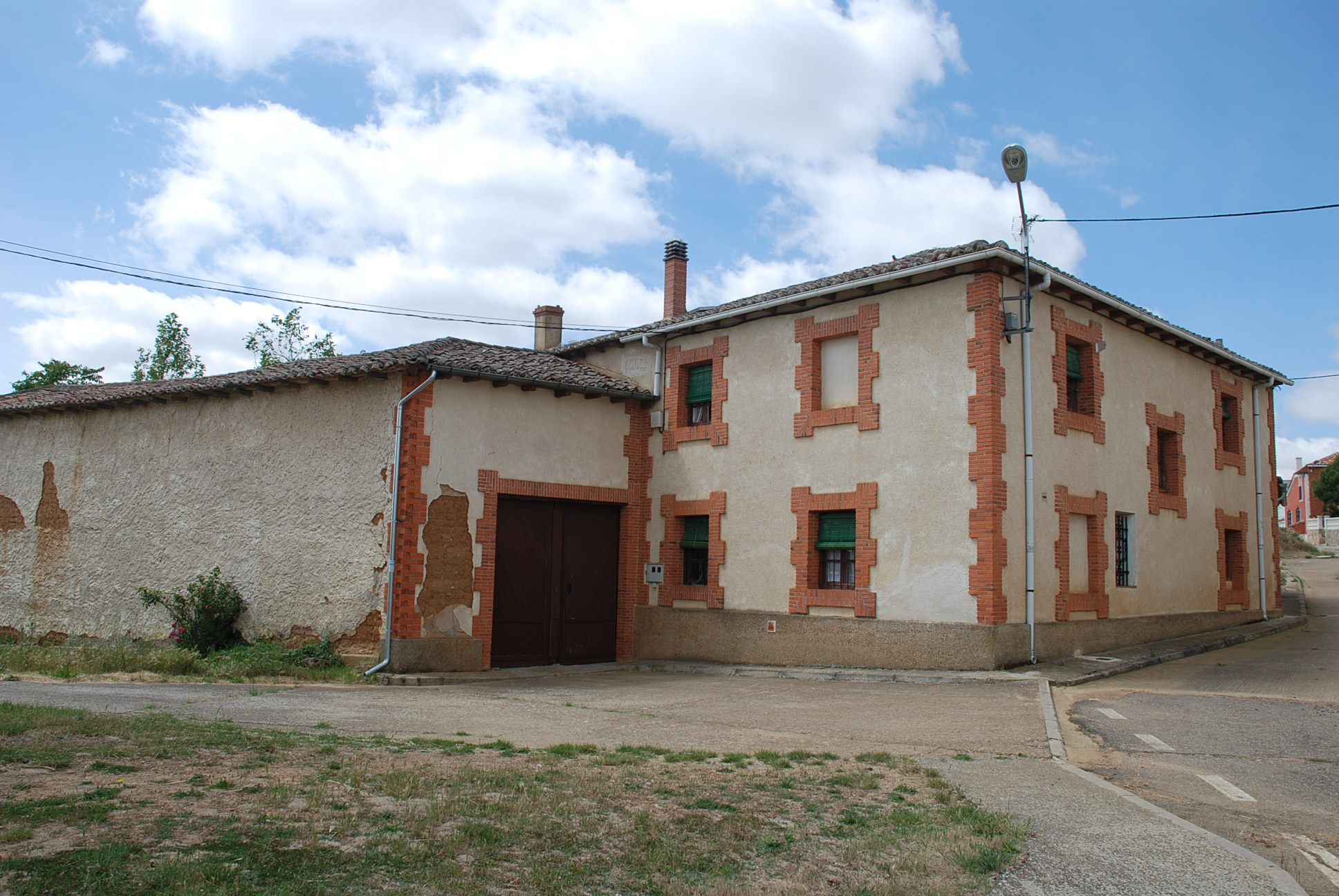
Vista de Hijosa de Boedo.

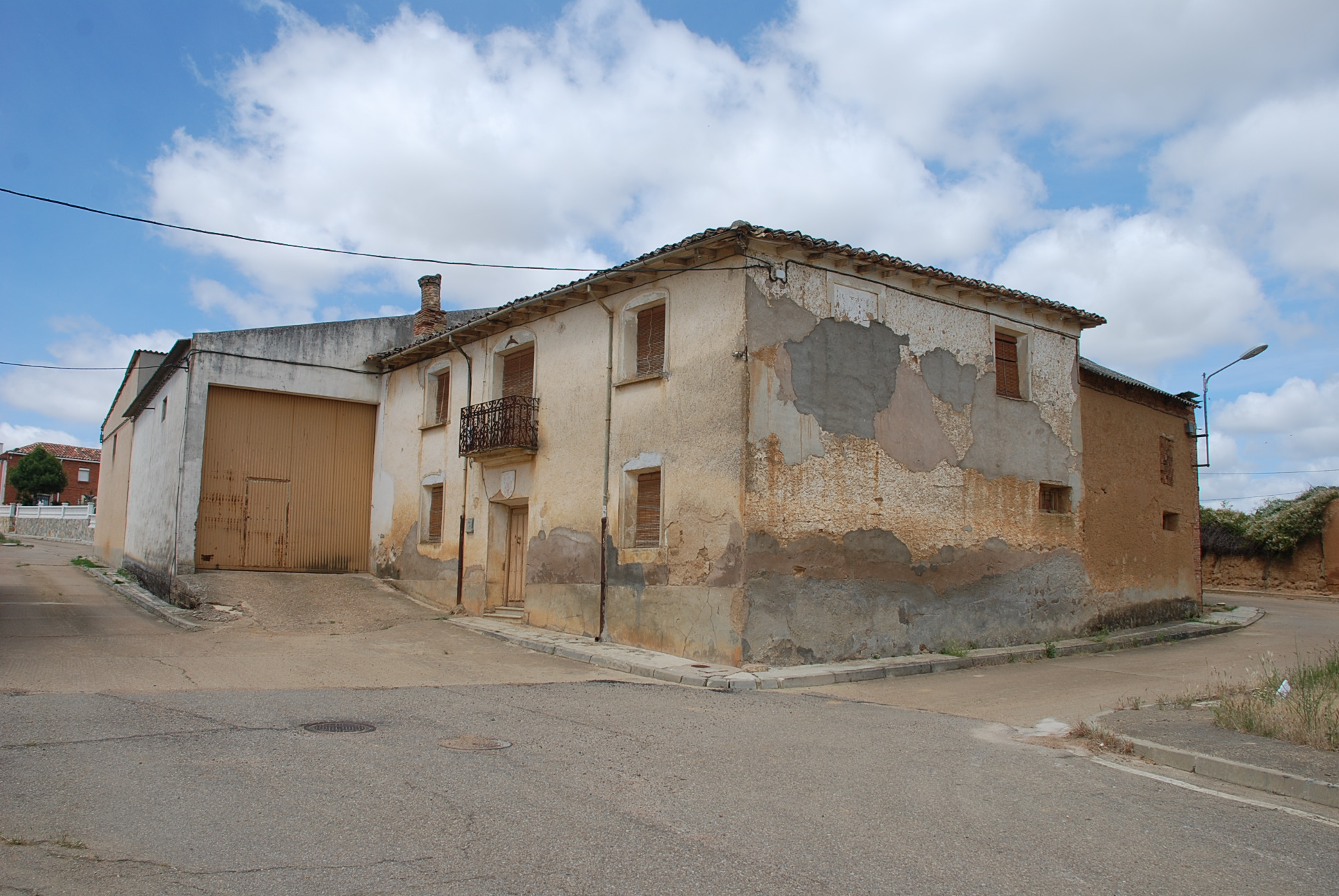

Hijosa de Boedo es una localidad de la provincia de Palencia (Castilla y León, España) que pertenece al municipio de Santa Cruz de Boedo, de la que toma su apellido a pesar de no ser ribereña de dicho río.

## Geografía
Situada en el valle de Boedo, a 892 m s. n. m. y a mitad de camino entre Osorno la Mayor y Herrera de Pisuerga, no lejos de su confluencia con el río Pisuerga.

## Demografía
Evolución de la población en el siglo XXI
| Gráfica de evolución demográfica de Hijosa de Boedo entre 2000 y 2020 |
|                                                                       |
| Población de derecho (2000-2020) según el padrón municipal del INE    |

## Política
La alcaldesa es Olga de la Parte Alcalde

## Historia
Su origen se remonta a los movimientos de repoblación en las cuencas subsidiarias del Carrión y Pisuerga en el siglos IX bajo el auspicio de Alfonso III el Magno y el Monasterio de San Román de Entrepeñas.
En 1345 aparece en el Becerro de las Beneficios de Palencia, indicando que en su iglesia de San Martín de Tours debe haber dos prestes, un diácono, un subdiácono y tres graderos.
En 1352 en el Becerro de las Behetrías dice que es lugar de abadengo de las religiosas Bernardas de Abia de las Torres. Este monasterio al que pagan tributos denominado Monasterio de Santa María de los Barrios fue fundado en 1280 por Doña Urraca, de sangre real aragonesa y esposa del rico hombre Don Rodrigo Rodríguez, procedente del Real Monasterio de las Huelgas de Burgos.    
Durante la Edad Media pertenecía a la Merindad menor de Monzón, Meryndat de Monçon
En 1826 Sebastián Miñano censa 36 vecinos en Hijosa, con una parroquia. En esa época produce granos, legumbres, vino y ganados. Contribuye con 743 reales y 3 maravedís.
En 1845 Pascual Madoz detalla como el clima es templado y que las enfermedades más comunes son las calenturas intermitentes. También dice que tiene 22 casas con pocas comodidades pero que cuenta con un magnífico parador para la diligencia y carruajes. El terreno es parte llano y parte montuoso. AL Oeste, está la ermita de San Martín. ya arruinada y añade que produce bastante miel, cera y alguna caza.
Con la transición española la localidad se constituye en municipio constitucional que en el censo de 1842 contaba con 16 hogares y 83 vecinos, para posteriormente integrarse en Santa Cruz de Boedo.

## Patrimonio
- Iglesia de San Martín de Tours: Templo de estilo románico bien del siglo XII o principios del XIII con modificaciones posteriores. Declarado como Monumento Histórico Artístico en mayo de 1994 bajo la referencia RI-51-0006988. Iglesia parroquial bajo la advocación del santo Francés San Martín de Tours, construido en piedra y mampostería, de una sola nave, con tres tramos y bóvedas de arista adornadas con yeserías barrocas. La Cubierta del presbiterio es de cañón apuntado. El ábside es circular, románico con canecillos sencillos y dos contrafuertes. A los pies se lvanta una torre de piedra rectangular donde antes se encontraba una espadaña románica. Ahí aun puede verse un antiguo reloj de sol y una pequeña lápida con inscripción ininteligible. En el pórtico de acceso, se conserva un buen empedrado conformado por rosetones confeccionados con cantos rodados y ladrillos. Un arco triunfal apuntado facilita el acceso al presbiterio. A través de los desconchones del revestimiento de su bóveda se intuyen vestigios de pinturas murales góticas. El retablo, de finales del siglo XVII es de estilo barroco y obra de Lorenzo Vélez y Pedro Solana, maestros canteros trasmeranos que trabajaron en Herrera de Pisuerga.[4] Por la semejanza con el de esta villa, los sobrerrelieves del altar, adoración de los pastores y de los reyes, se cree que pudo haber trabajado en ellos Andrés de Monasterio, maestro de escultura. En el lado de la Epístola se abre una pequeña capilla renacentista dedicada a la cátedra de San Pedro, con retablo fechado a finales del siglo XVI y bellos relieves, destacando la imposición de la casulla por la Virgen a San Ildefonso. El retablo mayor fue pintado por Justo de Espinosa entre los años 1571 y 1573. En cuanto a la escultura, hay que resaltar el Santo Cristo de la Salud, del siglo XVI y un San Miguel y Santiago peregrinos, del último tercio del siglo XVI. Sobre orfebrería son notables un cáliz y custodia de platero palentino del último tercio del siglo XVI.[5][6]
- Ermita de Santa Ana: Ermita ya desaparecida, que existió hasta mediados del siglo XX bajo la adovación de Santa Ana y San Miguel. Se conservan los restos de su cimentación en el pago de Santa Ana. En el Museo Diocesano de Palencia se conserva un relieve policromado con el grupo de Santa Ana, San Joaquín y la Virgen, de etapa renacentista y escuela de Juan de Juni proveniente de esta ermita.

## Toponimia
Dentro del Becerro de los Beneficios de Palencia aparece con nombre de Ijosa. Se especula que el nombre pudo originarse a partir de Guijosa nombre relacionado con guijos (piedras) que llevan varias villas a lo largo de toda la península ibérica e incluso dentro de la misma provincia de Palencia como Grijera. 

### Hidrónimos
| Arroyos              | Arroyos                 | Arroyos           | Arroyos                      | Arroyos            | Arroyos              |
| -------------------- | ----------------------- | ----------------- | ---------------------------- | ------------------ | -------------------- |
| Adoberas, Aº.        | Caños, Aº. de Los       | Carro, Aº. de El  | Lazos, Aº. de Los            | Valles, Aº de      | Cárcava, Aº de La    |
| Costanas, Aº. de las | Cuesta Albar, Aº. de La | Dedo, Aº. de El   | Fuente Porqueriza, Aº. de La | Hontallende, Aº de | Hormiguera, Aº de La |
| Juncal, Aº. de El    | Monte Rosa, Aº. de      | Paloma, Aº. de La | Sotos, Aº.                   | Santa María, Aº.   | Tala, Aº. de La      |
| Valdecorral, Aº.     | Valdelafuente, Aº.      | Vegas, Aº. de Las | Zapateras, Aº. de Las        |                    |                      |

### Orónimos
| Caminos       | Caminos          | Caminos        | Caminos          | Caminos        |
| ------------- | ---------------- | -------------- | ---------------- | -------------- |
| Campesina, Cº | Liebre, Cº de la | Raya, Cº de la | Santa Ana, Cº de | Vivero, Cº del |

| Montañas             | Montañas     |
| -------------------- | ------------ |
| Cuesta Terrazo, 937m | El Ser, 941m |

| Pagos              | Pagos             | Pagos                   | Pagos           | Pagos          | Pagos          |
| ------------------ | ----------------- | ----------------------- | --------------- | -------------- | -------------- |
| Alto del Paramillo | Alto del Valle    | Alto de Valdelasfuentes | Arbitrio, El    | Barcenilla, La | Barriales, Los |
| Bastesordo         | Bodegas, Las      | Borcos, Los             | Camino de Olmos | Fontecha, La   | Cano, El       |
| Canteras Santa Ana | Cañada, La        | Cañón, El               | Caños, Los      | Carboneras     | Cárcava, La    |
| Cárcava la Puente  | Carreosorno       | Caseto, El              | Castrilla, La   | Cerra, La      | Coronilla, La  |
| Corralejos, Los    | Las Costanas      | Cuesta Cogedera         | Cuesta Peravá   | Cuestas, Las   | Dedo, El       |
| Dehesilla          | Encina, La        | Era de El Pozo          | Eras, Las       | Frieras, Las   | Frontal, El    |
| Fuente Porqueriza  | Fuentecillas, Las | Grande, La              | Herrenes, Los   | Hondo, El      | Hontallende    |
| Hormiguera, La     | Juncal, El        | Ladera Santana          | Laguna, La      | Lagunilla      | Lámpara, La    |
| Lantanilla         | Linares, Los      | Loma, La                | Longares, Los   | Manca, La      | Marreros, Los  |
| Mata Perindango    | Mata Salero       | Mojonera, La            | Monte Rosa      | Ontañón        | Otero Buitres  |
| Otero Lomiro       | Paloma, La        | Paramillos, Los         | Pasaje          | Pecinas, Las   | Picones        |
| Plantas, Las       | Puerco, El        | Quinzales, Los          | Sotillo         | Sotos          | Sta. María     |
| Tala, La           | Tirondas, Las     | Tojo Hondo              | Troncayón       | Ustillos       | Valdecorral    |
| Valdegama          | Valdelafuente     | Valdeovejas             | Valdeovejos     | Valdesampedro  | Valdezarzosa   |
| Valle Cantó        | Vallejo Menázquez | Vegas, Las              | Velasco         | Zapateras, Las |                |

| Parajes            | Parajes           | Parajes               |
| ------------------ | ----------------- | --------------------- |
| Cárcava Lantadilla | Cárcava del Cañón | Cárcavo Valdelafuente |

## Galería de imágenes
- Wikimedia Commons alberga una categoría multimedia sobre Hijosa de Boedo.

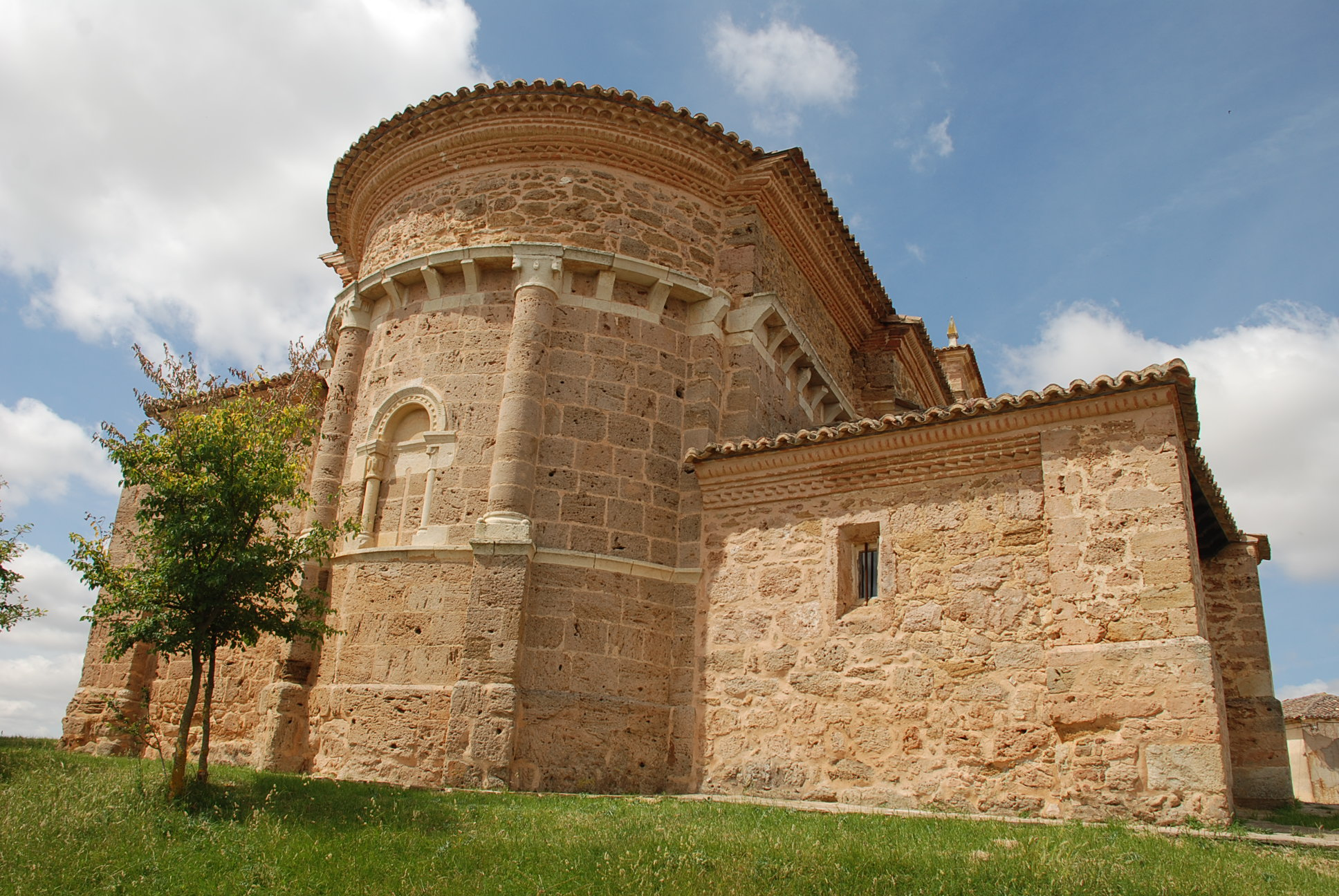
Vista del ábside de la Iglesia de San Martín.
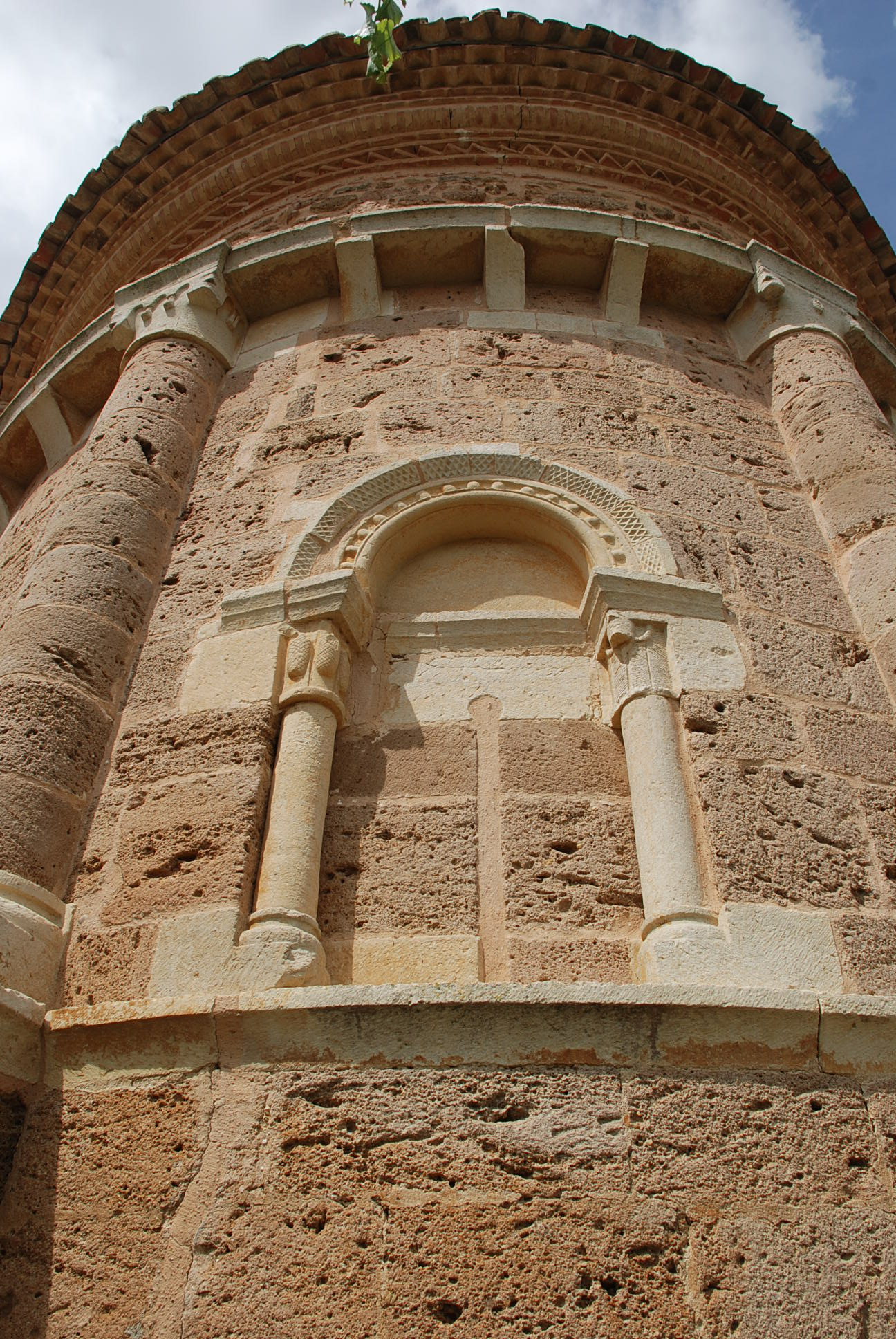
Vista del ábside de la Iglesia de San Martín.
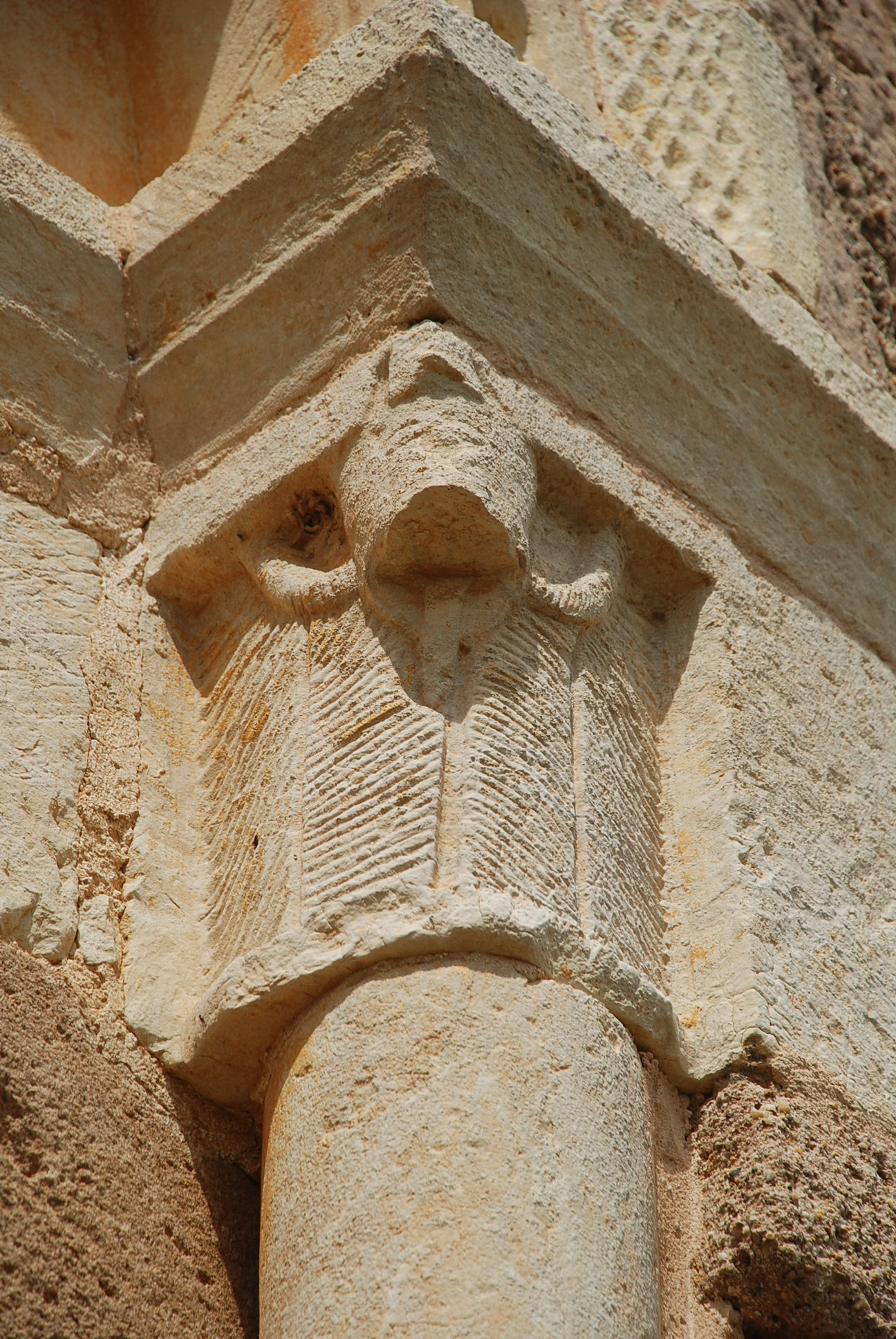
Capitel derecho de la ventana del ábside.
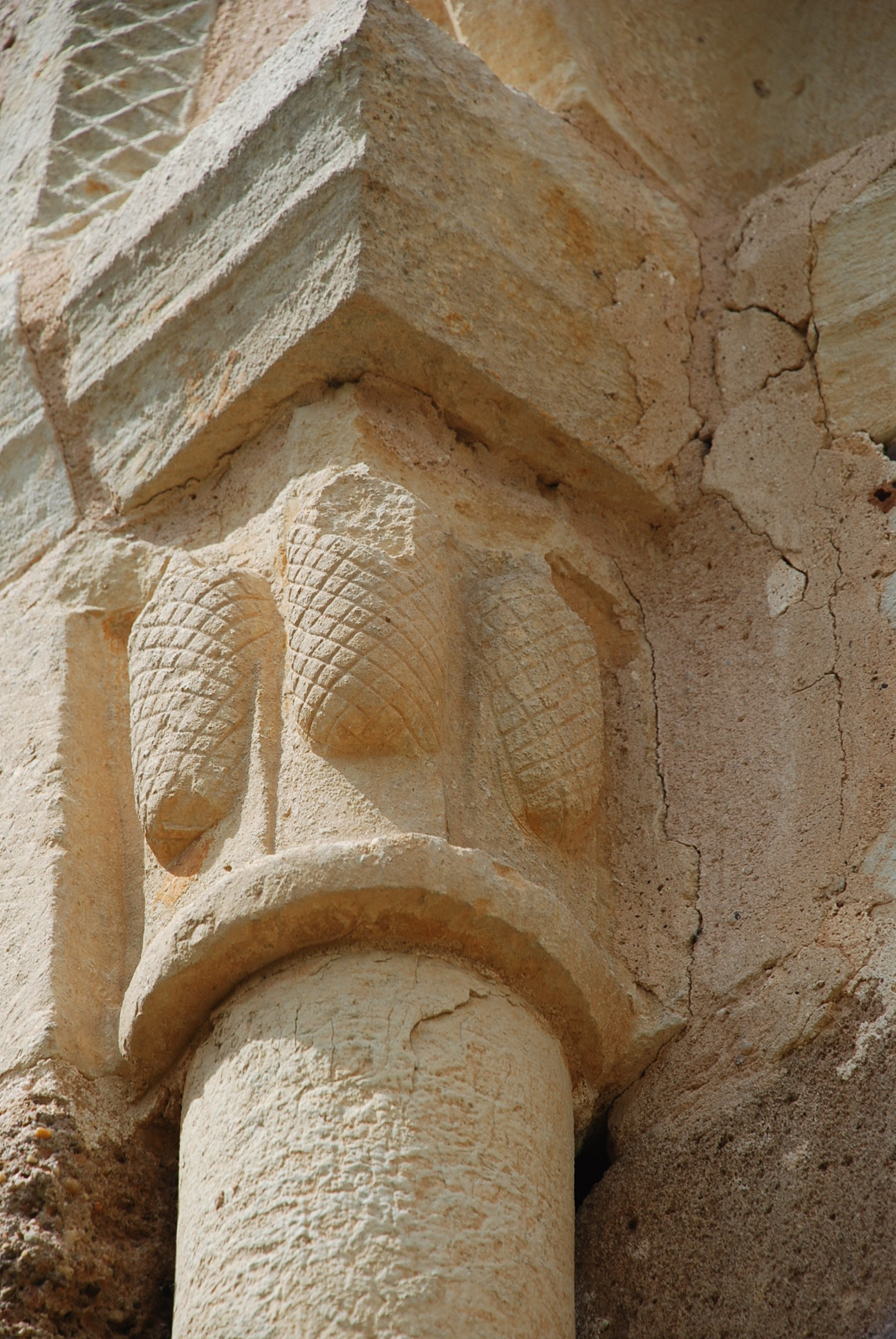
Capitel izquierdo de la ventana del ábside.
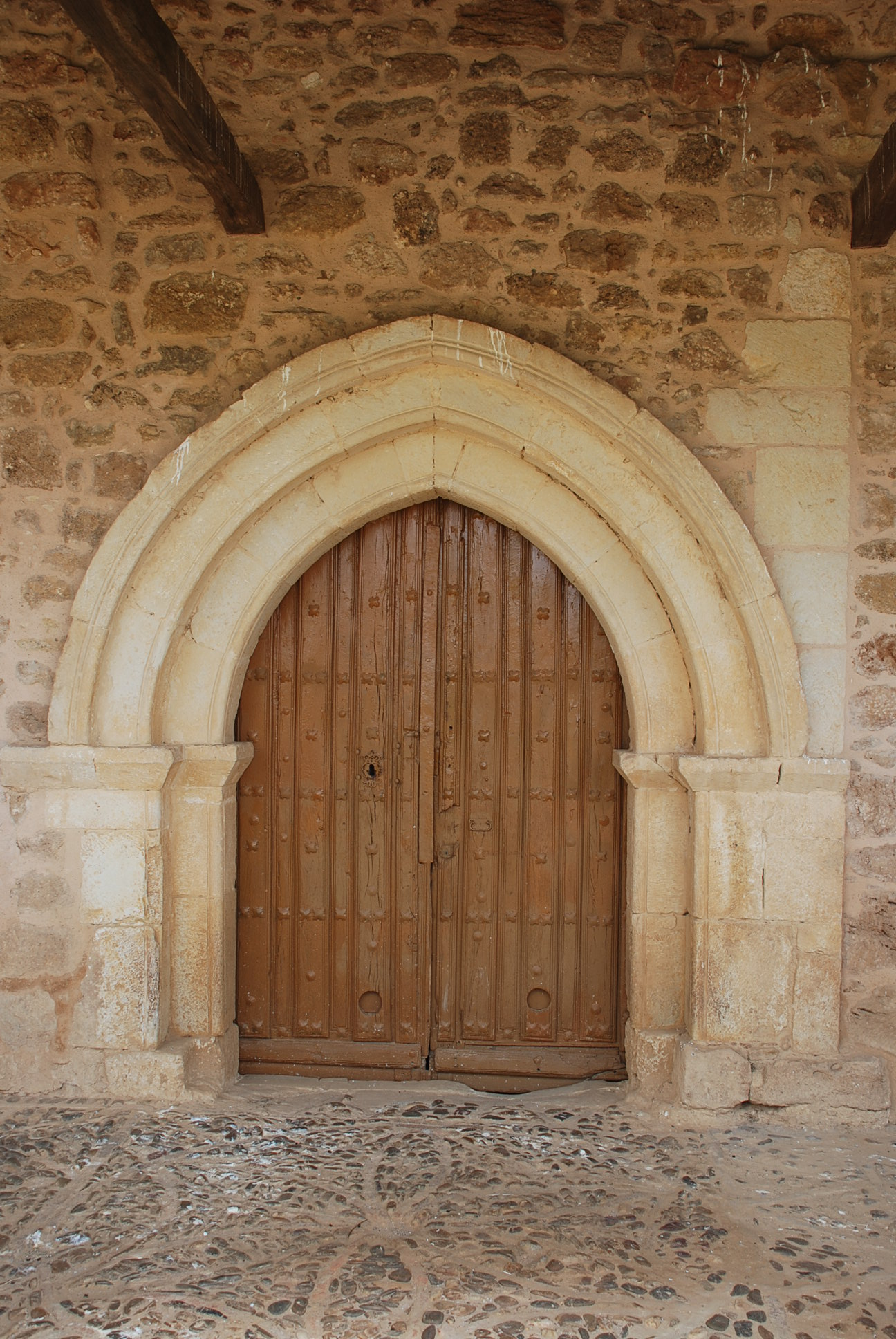
Puerta con arco apuntado.
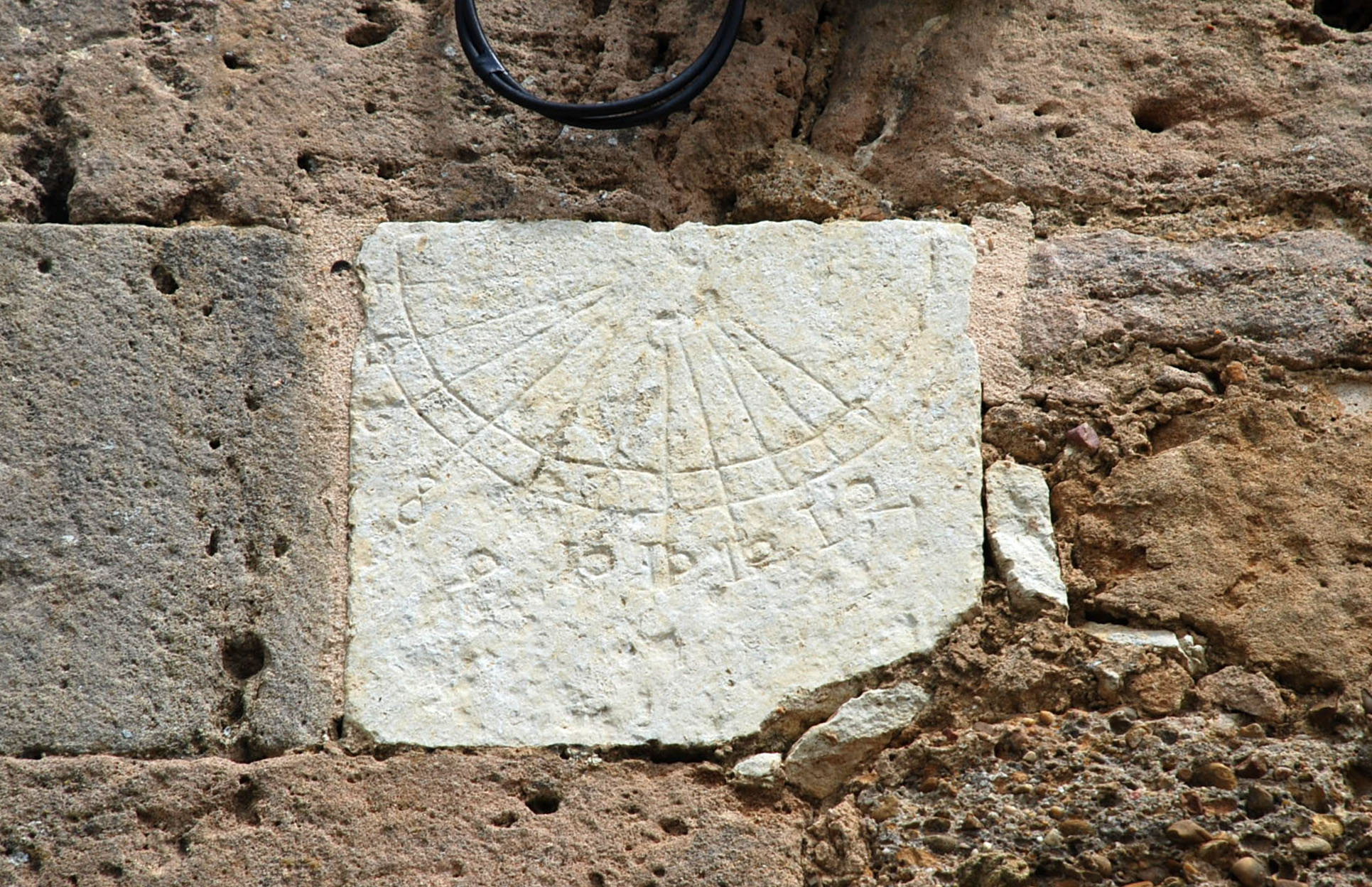
Reloj solar adosado a la torre.